# Neomorphinae
Neomorphinae је потпородица кукавица која се састоји од четири рода и једанаест врста. Ове птице се понекад називају и земне или копнене кукавице, пошто углавном живе на тлу. Једино припаднице родова Dromococcyx и Tapera живе на дрвећу и представљају једине паразитске кукавице на територији Америке, док све остале врсте граде своја гнезда.

## Опис
Птице из ове породице су углавном копнене и живе у Северној и Јужној Америци. Врсте које живе у Јужној Америци углавном настањују тропске и суптропске шуме, док оне живе северније настањују сушнија станишта.

## Класификација
- Род 
  -  (Pelzeln, 1870)
  -  (Spix, 1824)
- Род  (Wagler, 1831) 
  -  (Lesson, 1829)
  -  (Wagner, 1836)
- Род 
  -  (Lesson, 1842)
- Род  (Gloger, 1827) 
  -  (Temminck, 1820)
  -  (Deville, 1851)
  -  (Sclater & Salvin, 1878)
  -  (Gray, 1849)
  -  (Todd, 1925)
- Род 
  -  (Linné, 1766)